# Affaire Bétharram
Pour un article plus général, voir Abus sexuels sur mineurs dans l'Église catholique en France.
Le texte peut changer fréquemment, n’est peut-être pas à jour et peut manquer de recul. 
Le titre et la description de l'acte concerné reposent sur la qualification juridique retenue lors de la rédaction de l'article et peuvent évoluer en même temps que celle-ci.
L'affaire Bétharram concerne des châtiments corporels scolaires et abus sexuels subis par des élèves de l'institution Notre-Dame de Bétharram (Pyrénées-Atlantiques), commis par des Prêtres du Sacré-Cœur de Jésus de Bétharram. Plusieurs affaires judiciaires incriminent des membres de l'institution.
En 1996, la presse quotidienne médiatise un premier châtiment corporel handicapant un élève. Une brève inspection académique conclut à l'absence de violence au sein de l'établissement.
En 1998, le père Pierre Silviet-Carricart, ancien directeur est mis en cause pour des faits de viols et agressions sexuelles sur mineurs. L'affaire est classée pénalement à la suite du suicide du prêtre en 2000. L'établissement est condamné civilement en 2003.
En octobre 2023, des anciens élèves se concertent sur un groupe Facebook, aboutissant au dépôt d'une centaine de plaintes.
Le 5 février 2025, Mediapart révèle que le Premier ministre François Bayrou, est intervenu en 1996 auprès d'un juge d'instruction pour prendre la défense de l'établissement et du père Carricart.
Les enquêtes de Médiapart et Libération exhument les vives polémiques des années 1990, retrouvées dans les archives de la presse et du bulletin du lycée.
L'absence d'inspection générale depuis 1996, abouti à la constitution d'une commission d'enquête parlementaire sur les modalités du contrôle par l’État et de la prévention des violences dans les établissements scolaires.
En 2024 et 2025, plus de 212 plaignants dénoncent des violences et abus, principalement ayant eu lieu dans les années 1990, puis jusqu'à la fin des années 2010. Une grande majorité des plaintes dénoncent des faits prescrits, ce qui ouvre un débat public sur la prescription concernant des abus sur mineurs.

## Nature des plaintes

### Violences sexuelles
Parmis les 76 premières plaintes adressé à la justice en mai 2024, 38 sont de nature sexuelle,. En avril 2025, elles s'élèvent à 90 plaintes.
Selon plusieurs victimes, « Bétharram était un repère idéal pour les pédophiles, il y avait de quoi consommer sur place dans un endroit isolé ». Une autre évoque un « système de prédateurs étalé sur 35 ans ». Alain Esquerre dénonce quant à lui « des connivences entre les laïcs et les pères pour abuser des enfants », un système de « pédophilie décomplexée ». Il avance que « tous les pères directeurs qui se sont succédé dans les années 80-90 étaient [des] agresseurs sexuels » qui « faisaient leur marché dans les dortoirs la nuit »,,,. Selon lui, l'affaire est « probablement [l']un des plus grands scandales de pédophilie que la France ait jamais connus » dans un établissement catholique privé,,.

### Violences physiques
En avril 1996, la presse révèle les différents types de châtiments corporels infligés en cas de manquement à la discipline. Sur la base des témoignages recueillis, plusieurs châtiments sont dénoncés, comme de violentes claques, des coups de pied, des coups de poing dans la tête, des coups de règle en bois sur les ongles, des fessées à même le corps, y compris avec une batte de cricket ; certains jeunes garçons se faisaient tirer les oreilles ou les cheveux, mettre à genoux sur une règle métallique jusqu’au sang,, arracher les ongles et les cheveux. Des témoins décrivent « des tabassages en série », des « visages ensanglantés », des « coups très violents » et « des étranglements jusqu'à l'évanouissement ». Ils relatent d'autres sévices physiques, comme des piqûres sous-cutanées à l’eau, ou à l’alcool, sur l’avant-bras ou la fesse, réalisées à l’infirmerie,. Les élèves pensionnaires pouvaient être punis pour le week-end, afin que les signes de maltraitance échappent à leur famille,,,.
Un ancien élève présent en 1959 signale la présence d’une « salle des fouets » où les châtiments corporels étaient infligés. Selon son témoignage, « on attachait les gamins sur une table et on les fouettait avec des verges en osiers ou en bois divers ».
Dans certaines familles du Sud-Ouest, l'envoi à l'institut Notre-Dame de Bétharram, surnommée « l’école des frères tapent dur », est brandi comme une menace contre les enfants jugés trop turbulents. Les enfants de notables étaient épargnés. Parmi les victimes se trouvent plusieurs orphelins et enfants de parents divorcés. Certains élèves tentaient de s'évader de l'institution. Plusieurs fugues d'enfant, notamment le mercredi, sont rapportées. Les mineurs étaient ramenés par la gendarmerie de Nay, ou signalés par les habitants de la commune.

### Violences psychologiques
Les élèves et internes dénoncent des violences psychologiques, un monde « de la rigueur et du silence », la moindre incartade estimée, inappropriée, comme un clignement, un sourire. « c’était violence, punition, humiliation ». Des proches relatent plusieurs suicides d'anciens élèves de l'établissement,,.
Un ancien professeur durant 18 ans relate le « climat de violence généralisé, de système de pression, d'emprise que certains avaient sur les élèves, notamment certains surveillants. […] C'étaient des violences à tout bout de champ, des humiliations. On rabrouait les élèves, on leur donnait des claques ». Les « élèves brutalisés devenaient eux-mêmes des brutes ».
Plusieurs victimes reconnaissent en 2025 toujours ressentir des terreurs nocturnes et des craintes au fait de boucler une valise.

## Détail des plaintes

### Plainte de 1993 (tympan perforé)
Le 24 juin 1993, le père d'un élève de 13 ans porte plainte pour la perforation du tympan de son fils, à la suite des coups portés sur la tête par un surveillant, entraînant une incapacité totale de travail de 8 jours.
Le 2 décembre 1993, l'institution Notre-Dame de Bétharram est condamné par le tribunal de grande instance de Pau à verser une provision de dédommagement de 10 000 francs (environ 2 500 €), dans l'attente d'une évaluation complète du préjudice. L'établissement demande à la préfecture des Pyrénées-Atlantiques de participer au paiement de l'amende, par « solidarité » avec l'établissement privé catholique sous contrat d'association avec l'État,.

### Affaire de Behr: 1996 (violence volontaire)

#### Faits
En janvier 1995, un élève casse un verre dans le réfectoire. Le surveillant général Marie-Paul de Behr, lui annonce qu'il lui sera facturé 5 francs au lieu de deux. Marc, un autre élève, rétorque : « c'est un peu cher pour un verre ». Il reçoit une violente giffle occasionnant une perforation du tympan entraînant une perte d'audition de 40 %,,. Le père de Marc porte plainte à la gendarmerie. Pierre Laguilhon, député de la 2e circonscription des Pyrénées-Atlantiques serait intervenu pour dissuader la démarche du père de l'élève. Son avocat constate des mois plus tard, que malgré sa demarche, aucune plainte n'a été déposé à l'encontre de M. de Behr.
Le 5 décembre 1995, un élève-surveillant plus âgé, responsable de son dortoir ordonne au même Marc de se rendre sur le perron de l'établissement sur les bords du gave de Pau « sans la moindre raison valable » à 20h30 par zéro degré, en sous-vêtements (slip, t-shirt et tong). Revenu au dortoir une heure plus tard, en se plaignant du froid, Marc est frappé et insulté par l'élève surveillant,. En état de choc, l'onglet aux deux mains et aux deux pieds, il previent son père qui l'emmène aux urgences. Le soir même, un médecin l'examine en hypothermie et lui prescrit une incapacité totale de travail de 3 jours,.

#### Signalements internes
Jean-François Lacoste-Séris, le père de l'élève, signale les faits à l'Association des parents d'élèves de l'enseignement libre (Apel) en pure perte,,,,. Le 8 décembre, il distribue aux parents d'élève un tract devant l'établissement. Le directeur Landel, l'accuse de mener une « croisade contre l'institution ». Le 11 décembre, il est destitué de ses fonctions de vice-président de l'Apel et invité à présenter ses excuses pour avoir partagé les faits au nom de l'association,.

#### Dépôt de plaintes
En réaction, il dépose auprès du procureur le 26 février 1996 deux plaintes, pour « coups et blessures volontaires » pour les faits de janvier 1995, et pour « traitements inhumains et dégradants » commis par le surveillant général et l'élève-surveillant de première, pour ceux de décembre,, et assigne l'établissement au civil. Plusieurs quotidiens locaux et nationaux, Sud Ouest,,, La République des Pyrénées, Libération, La Croix, Le Figaro[réf. nécessaire] relatent les faits. Ils mentionnant la présence au sein de l'établissement de Calixte Bayrou, fils de François Bayrou, ministre de l’Éducation depuis 1993, et de deux petits-fils de son suppléant,.
Les méthodes pédagogiques de l'établissement sont relatées dans la presse et font l'objet de discussion au sein de l'Apel du Pays basque.
Jean-François Lacoste-Séris tente alors de constituer une association de victimes, « Droits des enfants », avec une douzaine d’anciens élèves,. La direction de Bétharram déplore le« grave discrédit porté à l'institution »,.
D'autres anciens élèves, parmi lesquels Jean-Charles de Castelbajac et le député Michel Péricard, montent dès le 12 avril plusieurs comités de soutien pour défendre l'établissement, à l'initiative de Serge Legrand — avocat du prêtre directeur de l'établissement — avec huit avocats des barreaux de Pau et de Bayonne.

#### Poursuite et condamnation
La plainte concernant la punition du perron est classée sans suite en l'absence de qualification pénale adaptée. Le parquet de Pau adresse un avertissement à l'élève surveillant mineur.
Le procureur de la République poursuit Marie-Paul de Behr pour « violences n'ayant pas entraîné une incapacité temporaire de travail supérieure à huit jours sur mineur de 15 ans ». Il admet « la nécessité de faire respecter l'ordre », mais estime la punition « disproportionnée ». L'accusé affirme avoir « usé de son devoir de correction » afin de préserver la discipline de l'établissement. Il est condamné à 5 000 francs d'amende avec sursis par le tribunal correctionnel, le 11 juin 1996 pour avoir infligé une gifle,, mais n’est pas sanctionné administrativement.
Il promu chef d’établissement adjoint jusqu'en 2000. En 1997, l'établissement passe de 520 à 400 élèves.

### Plainte: 1996 (méthodes éducatives)
Le 10 avril 1996, Françoise Gullung, professeur de mathématiques au sein du collège, dépose une plainte contre un élève pour « coups et blessures volontaires ». Quelques jours plus tôt,, un élève de troisième s'était précipité sur elle, la heurtant violemment et lui occasionnant une fracture des os propres du nez. Le caractère intentionnel ou non de ce geste fait débat,.
Son avocat, Maitre Blanco, joint au dossier « d'autres faits sur lesquels sa cliente a attiré l'attention des autorités compétentes dès le mois de novembre : l'agression d'un enfant par un surveillant de dortoir ; la brimade infligée à des élèves contraints de passer debout, au pied de leur lit, une grande partie d'une nuit de novembre ; un enfant sévèrement battu, le 29 mars, par un surveillant qui s'était enfermé avec lui dans un placard. ».
Françoise Gullung, mise au courant de l'affaire de Behr, puis questionnée par les élèves à la rentrée de janvier sur la conduite à tenir face aux violences ayant cours dans l'établissement, communique aux élèves le numéro d'appel du service national d'accueil téléphonique pour l'enfance en danger,,,.
Le 14 mai 1996, la plainte de Françoise Gullung, jugée infondée pénalement est classée sans suite.

### Affaire Silviet-Carricart: 1997-2000 (viols et agressions sexuelles sur mineurs)
Dans le courant de l'année 1987, le père Pierre Silviet-Carricart, professeur de philosophie et directeur de l'institution Notre-Dame de Bétharram entre 1976 et 1981, puis entre 1987 et 1993, se livre de nuit au sein du dortoir à des caresses et des masturbations répétées sur un élève du collège pensionnaire de l'internat âgé de 10 ans et demi. L'année suivante, Pierre Silviet-Carricart est amené à lui annoncer la mort de son père. Il profite de la fragilité psychique de l'enfant, pour le violer le matin de l'enterrement avant de l'amener au train pour que sa mère le conduise aux obsèques de son père,,.
Fin 1997, la victime, alors âgé de 21 ans, porte plainte auprès du procureur de Pau, qui confie l'instruction au juge Christian Mirande. Le 28 mai 1998, Pierre Silviet-Carricart est mis en examen pour viol et tentative de viol sur mineur et placé en détention provisoire, puis en libération conditionnelle 13 jours plus tard. Plus d'un après, en juillet 1999, il est autorisé à rejoindre le siège de sa congrégation des Prêtres du Sacré-Cœur de Jésus de Bétharram à Rome, où il se suicide en 2000 à la suite d'une seconde plainte, ce qui met fin à l'action pénale.

### Condamnation civile de Notre-Dame de Bétharram: 2001-2006
En janvier 2001, l'avocat de la première victime du père Carricart annonce l'ouverture d'une procédure civile à l'encontre de la congrégation et une assignation de la direction de l'institution Notre-Dame de Bétharram pour défaut de surveillance devant le tribunal de grande instance.
En 2003, l’établissement est condamné par le tribunal civil pour l'absence de « mis[e] en œuvre les moyens nécessaires pour assurer la sécurité des élèves [et d'avoir] laissé se développer une ambiance malsaine propice à favoriser le passage à l’acte de l’un de ses membres sur les pensionnaires ».
Le 25 septembre 2006, la cour d'appel de Pau déclare l'institution Bétharram « civilement responsable du viol et des agressions sexuelles » commis par le père Carricart.

### Affaire Lamasse: 2010-2023 (agressions sexuelles)
Pour les articles homonymes, voir Henri Lamasse.
En 1957, le père Henri Lamasse est nommé enseignant au collège-lycée Notre-Dame de Bétharram, établissement privé catholique accueillant 70 enfants et adolescents âgés de 10 à 17 ans dans le cadre du petit séminaire. Surveillant du dortoir, le prêtre se serait livré à des masturbations et à des fellations sur des enfants pensionnaires de l'internat. C'est quatre ans plus tard que les premières victimes présumées de ces agressions sexuelles dénoncent les faits auprès du responsable de l'établissement,,.
Jean-Marie Delbos, plaignant dans l'affaire et orphelin âgé de 15 ans à l'époque, est peu après interné à l'hôpital psychiatrique militaire de Pau où il séjourne deux semaines. Il dénonce une manœuvre des prêtres du Sacré-Cœur de Jésus de Bétharram afin de discréditer son témoignage. À sa sortie de l'hôpital, sa grand-mère, responsable légale, se voit menacée par trois prêtres de saisir ses biens si l'affaire venait à s'ébruiter, en remboursement des frais de scolarité dont son petit-fils est exonéré « par charité chrétienne »,,.

#### Plainte en 2010: prescription
En 2010, Jean-Marie Delbos dénonce les faits à la gendarmerie de Navarrenx, mais la justice estime qu'ils sont prescrits. Il envoie cependant son témoignage au Saint-Siège. Henri Lamasse est muté en Cisjordanie à Bethléem la même année.

#### Enquête de droit canonique en 2016: prescription
Jean-Marie Delbos rencontre en 2015 Marc Aillet, évêque du diocèse de Bayonne où se sont produits les faits présumés. En décembre 2016, une enquête canonique est confiée à la Congrégation pour la Doctrine de la foi, mais les faits sont considérés comme trop anciens pour être poursuivis,,.

#### Reconnaissance d'agressions sexuelles en 2023
Par la médiation de la Commission reconnaissance et réparation (CRR), Jean-Marie Delbos est reconnu victime par la congrégation des abus sexuels subis de la part du père Henri Lamasse à partir de l’âge de 10 ans. Un protocole d’accord est signé le 20 mars 2023 par le vicaire régional des pères de Bétharram. Cet accord engage la communauté religieuse à indemniser la victime à hauteur de 35 000 € et d'interdire de tout ministère public le prêtre ayant commis les agressions sexuelles,,. Jean-Marie Delbos juge cependant les mesures financières insuffisantes,.
Le 21 février 2025, le parquet de Pau précise que le père de 94 ans n'a reconnu qu'« un seul fait d'agression sexuelle ».

### Plaintes ignorées ou classées
Plusieurs fois par le passé, des actes de sévérité avaient été relevés dans cet établissement, sans toutefois faire l'objet de plainte.
Douze signalements et plaintes sont ignorés ou classés entre 1993 et 2013, révéle Mediapart le 28 février 2025. Le média dénombre au moins quatre élèves ayant eu le tympan perforé et recense de multiples témoignages, publiés en 1996 dans la presse quotidienne régionale, sur la violence au sein de l'établissement. Une plainte déposé par un ancien élève en 2000 contre Patrick M. est classé. En 2005, un ancien élève évoque des faits de viol et d’agression sexuelle commis par un personnel civil de l’institution. La plainte est classée sans suite, l’infraction ayant été considérée insuffisamment caractérisée par le parquet de Pau. Entre 2011 et 2013, un autre ancien élève dénonce des faits de viol et d’agression sexuelle commis par un autre membre de l’établissement. Le dossier est également classé sans suite « pour infraction insuffisamment caractérisée ».

### Plaintes depuis 2023 (violences physiques, psychologiques et sexuelles)
Deux cents plaintes sont déposées par d'anciens élèves pour des faits de violences s’étalant de 1950 à 2013. Des signalements pour des faits de violences sont relatés au cours de l'instruction de l'affaire en 2019 et en 2024.

#### Janvier-février 2024: 33 nouvelles plaintes et ouverture d'une enquête préliminaire
En janvier 2024, le parquet de Pau ouvre une enquête préliminaire à la suite de vingt plaintes d’anciens élèves pour des faits de violences physiques, violences morales, viols et agressions sexuelles sur mineurs au sein de l'établissement, dans les années 1980 et les années 1990,,, visant des religieux et des laïcs,,.
En février 2024, treize autres sont déposées, dont dix pour des viols ou des agressions sexuelles,,. Au total six religieux et deux laïcs sont accusés de crimes sexuels. Trois d’entre eux sont encore en vie. Les plaintes doivent aussi être transmises à la Commission reconnaissance et réparation (CRR) de l’Église catholique, créée pour réparer les violences sexuelles commises par des membres d'instituts religieux. Certaines de ces plaintes ont déjà fait l'objet d'une reconnaissance et d'une indemnisation,.

#### Avril-mai 2024: 43 nouvelles plaintes
Le 23 avril 2024, 43 nouvelles plaintes s'ajoutent au dossier,. Les 76 plaintes portent sur plusieurs auteurs présumés et concernent des faits de violences physiques et psychologiques, des agressions sexuelles et des viols sur des mineurs,,,. Une chronique de France Bleu Béarn Bigorre évoque « une bombe judiciaire » et s'étonne que ces affaires n'aient pas encore fait la une des grands médias nationaux.
96 victimes, dont 44 abusées sexuellement, sont recensées. La plus jeune victime, âgée de 33 ans, a été abusée à l'âge de 9 ans par un autre élève et un prêtre. Un quart des plaintes à caractère sexuel visent deux personnes.

#### Depuis juillet 2024, nombreuses nouvelles plaintes
Vingt nouvelles plaintes sont communiquées à l'été 2024 à la gendarmerie de Pau, en majorité pour des attouchements sexuels entre 1960 et 2011,. En septembre 2024, un élève de 2002 à 2004 raconte publiquement avoir été tabassé, racketté, avoir subi des sévices et des violences sexuelles, des fellations et une sodomie, commises en réunion par d'autres collégiens plus âgés, alors qu'il avait 12 ans. Cet homme dénonce également des agressions sexuelles commises par certains prêtres retraités hébergés au sein de la maison de retraite de la congrégation, située juste en face de l'école. Son signalement auprès du directeur de l'école reste sans suite. Il précise que le bus scolaire effectuant le trajet depuis Bordeaux jusqu'à Bétharram était lui-même « une véritable zone de non-droit », dans lequel « de nombreuses violences » étaient commises,.
En novembre 2024, Alain Esquerre affirme avoir reçu de nouvelles plaintes pour des violences physiques et des abus sexuels entre 2013 et 2016.
Au 31 janvier 2025, plus de 100 signalements sont déclarés et 77 plaintes déposées. Au 13 février 2025, 72 élèves ont formellement porté plainte pour des violences physiques et sexuelles,. De nouvelles plaintes émergent les jours suivants. Le 27 février, 40 plaintes sont à nouveau transmises à la justice,. Au total le dossier comprend 152 plaintes. Le 2 avril 2025, Alain Esquerre transmet 48 nouveaux témoignages à la justice. 90 des 200 plaintes déposées depuis février 2024 portent sur des faits à caractère sexuel. Un premier viol en réunion est témoigné, de la part d'un père directeur et d'un autre prêtre.
Le 4 avril, le collectif des victimes de Bétharram émet en quinze langues un appel international aux témoignages pour identifier d’éventuelles victimes au sein de pays dans lesquels la Congrégation des pères de Bétharram sont implantées.
Sur les 152 premières plaintes transmises à la justice, seules deux sont susceptibles d'être instruites, les autres tombant sous le coup de la prescription, le délai d'instruction en matière d'agression sexuelle étant de dix ans.

## Demandes des victimes et indemnisations
Plusieurs victimes réclament la fin de la prescription,. Certaines n'attendent rien. A la suite de la publication du rapport de 2025 qui a mis en lumière plusieurs « manquements », le collectif des victimes demande la fermeture et le renvoi du directeur.
Par l'intermédiaire de la Commission reconnaissance et réparation (CRR), 19 victimes de religieux sont indemnisées par la congrégation pour un montant total de 700 000 euros,,, dont une victime de Pierre Silviet-Carricart à hauteur de 50 000 euros.
Le père Jean-Dominique Delgue, vicaire général de la communauté religieuse des prêtres du Sacré-Cœur de Jésus de Bétharram, déclare à Mediapart que la CRR a, au 2 mars 2025, signé « 16 lettres de reconnaissance pour des victimes d’abus sexuels commis par des religieux dans l’établissement Notre-Dame de Bétharram » pour des abus de 1957 à 1997. La congrégation annonce souhaiter indemniser également les victimes de laïcs et financer une commission indépendante pour enquêter sur les causes de ces abus.
Le 14 février 2025, Mouv'enfants publie une pétition réclamant la fermeture de l'établissement au regard de la gravité des faits. L'association intérroge l'immobilisme qui perdure face à la présence au sein de l'EHPAD, situé en face du collège, d'un prêtre pédocriminel — reconnus comme tel par une enquête canonique et par laquelle une victime est indemnisée — qui a sévi au sein de Notre-Dame de Bétharram. Elle remet en cause le contrat d'association de l'Éducation nationale, l'agrément jeunesse et sport lui permettant d'accueillir des enfants au sein de cette congrégation. L'association réclame que la justice ouvre une enquête pour des faits de non-dénonciation, elle exige l'imprescriptibilité des crimes sexuels sur mineur, l'allongement des délais de prescription en matière de non dénonciation à 30 ans,,.

## Personnes visées par des plaintes
Au 23 avril 2025, 26 personnes sont visées par les plaintes pour violences, viols et agressions sexuelles, dont 14 pour pédocriminalité, selon France 2 : onze seraient toujours en vie,. Neuf plaintes concernent des religieux. Certaines sont prescrites.
Selon Alain Esquerre, « les prêtres directeurs des soixante-dix dernières années ont tous été agresseurs »,. En avril 2025, six des quatorze prêtres ciblés parmi les 200 plaintes étaient des membres clés de l’organisme de gestion de l'enseignement catholique (OGEC) de Notre-Dame de Bétharram.
Henri Lamasse, Damien Saget,, et Patrick M., sont placés en garde à vue le 19 février 2025 : ils sont soupçonnés de viols aggravés, agressions sexuelles aggravées et violences aggravées, susceptibles d'avoir été commis entre 1957 et 2004 au sein de l'établissement Notre-Dame de Bétharram. Patrick M. est mis en examen pour « viol par personne ayant autorité » entre 1991 et 1994 et « agression sexuelle sur mineur de 15 ans » en 2004, il est placé en détention provisoire,. Les deux autres sont relâchés, les faits étant prescrits.

### Directeurs

#### Jean Tipy
En mars 2025, Jean Tipy est mis en cause pour des viols et des agressions sexuelles commis entre les années 1970 et 2000,,.
Né le 25 septembre 1922 à Hasparren, il entre au noviciat de Balarin dans le Gers en août 1940, poursuit ses études en Palestine, où il est ordonné prêtre à Bethléem le 4 juillet 1948 et contribue avec d'autres pères de Bétharram à une mission d'éducation. Il assure la direction du collège de Bétharram, entre le début des années 1960 et 1987, puis celle du collège Ozanam à Limoges, avant de devenir professeur de religion au collège Stanislas de Paris. Il décède le 5 juin 2009 à Bétharram.

#### Beñat Ségure
Né à Itxassou le 25 mai 1933. Il réalise des études secondaires au collège Notre-Dame de Betharram et son noviciat à Pau. Il passe son service militaire, 4 mois en Allemagne et 22 mois en Algérie en 1962. Il est ordonné prêtre le 29 juin 1967 à Bordeaux. Il initie le Mouvement eucharistique des jeunes au Collège Ozanam de Limoges de 1967 à 1970. Il part pour l'Afrique, suit une formation pastorale à la Haute-Volta , puis poursuit en Côte d'Ivoire à Ferkassedougou, puis à Katiola jusqu'en 1971. il est nommé entre 1973 et 1979 supérieur du collège-séminaire Saint-Jean de Katiola,. À son retour en Europe, De 1979 à 1984, il est directeur du collègue Notre-Dame de Betharram, où il cumule la présidence de l'Ogec de 1981 et 1986, puis de 1983 à 1990 directeur du Centre Etchecopar à Saint-Palais. En 1990, le prêtre dirige la paroisse de Saint-Bernard d’Adiopodoumé, située à Abidjan. Aumônier, il forme les enfants de chœur et assure le catéchisme, ainsi que des cours d’espagnol et de religion au lycée Mgr Kouassi de Dabou, un établissement mixte rattaché au diocèse de Yopougon. De 1993 à 1994, il anime le mouvement de jeunesse catholique Cœurs vaillants-Âmes vaillantes (CVAV). Il y accueil le père Carricart, avant de quitter définitivement la Côte d'Ivoire. De 1994 à 2002, il est membre de la communauté de l'aumônerie avec les Servantes de Marie d'Anglet. Il passe quelques mois en Amérique latine. En 2003, il rejoint la maison de retraite de sa congrégation à Bétharram, où il décède le 31 mai 2010.
Une victime franco-camerounais, qui aurait subi de sa part des violences sexuelles, est indemnisée en 2024 par la commission reconnaissance et réparation.
En 2025, Beñat Ségure est visé par 13 plaintes pour agressions sexuelles, toutes frappées de prescription. « À Notre-Dame-de-Bétharram, en France, M. Ségur avait un rapport décomplexé à la pédocriminalité », y compris « en présence du surveillant général [Damien] Saget », selon Alain Esquerre.

#### Pierre Silviet-Carricart
En juillet 2024, le père Silviet Carricart, est cité dans seize plaintes. En avril 2025, il est visé par 24 plaintes pour agressions physiques, sexuelles et viols. Professeur de philosophie, il a été directeur de l'institution Notre-Dame de Bétharram entre 1976 et 1981, puis entre 1987 et 1993. Il aurait abusé d'au moins cinq élèves, dont trois dans une même classe d'après les témoignages recueillis par la presse et les plaintes déposées,. Une victime de Dominique Spina, prêtre du diocèse de Bayonne condamné en 2005 et 2006 à cinq ans de prison dont un avec sursis, affirme avoir également été violée et agressée sexuellement par Pierre Silviet-Carricart,.

### Salariés religieux et laïcs

#### Henri Lamasse
Le prêtre Henri Lamasse est enseignant au petit séminaire Notre-Dame de Bétharram, établissement privé catholique et surveillant de dortoir, à partir de 1957. Il rejoint le diocèse de Limoges en 1980 au sein de la paroisse de Saint-Léonard-de-Noblat. De 1983 à 1988, il est animateur en pastorale au collège privé catholique Ozanam à Limoges, ainsi qu'à Saint-Jean et Jeanne d’Arc, deux établissements scolaires formant avec Ozanam, l'ensemble scolaire Charles de Foucauld. Le collège est alors dirigé par Jean Tipy, ancien directeur de Notre-Dame de Bétharram, également accusé de faits d'agressions sexuelles et de violences,,. De 1988 à 1995, il est curé à Saint-André-de-Cubzac, avec deux autres prêtres de la congrégation. Il rejoint ensuite Pessac de 1995 à juillet 1999, puis devient aumônier diocésain de l’Action catholique des milieux indépendants (ACI) en 1996. Trois ans plus tard, il quitte la Gironde pour intégrer l’équipe d’aumônerie du CHU de Limoges. Il est aussi prêtre auxiliaire de la paroisse Saint-Benoît,.
En 2010, il devient missionnaire de sa congrégation à Bethléem en Cisjordanie, puis devient supérieur de la communauté des Pères du Sacré-Cœur de Jésus de Bétharram à Bethléem, assure l'aumônerie du Carmel de Bethléem.
Il rentre en 2018 à Lestelle-Bétharram pour y prendre sa retraite dans la maison de retraite de la communauté Maison Neuve de Bétharram au sein de sa congrégation,. En mars 2025, il y réside toujours, il y assure l'office hebdomadaire,, sans qu'aucune sanction canonique n'ait été prise à son encontre. Il nie les faits qui lui sont reprochés,.
Le 21 février 2025, le parquet de Pau précise que le père de 94 ans n'a reconnu qu'« un seul fait d'agression sexuelle » commis entre 1957 et 1962,.
Dans le cadre de la médiation menée par l'Institut francophone pour la justice et la démocratie entre les victimes et leurs bourreaux, il a refusé de rencontrer ses victimes. Il lui est interdit, à titre conservatoire, de « dire la messe » d'après Marc Aillet, le 13 mars.

#### Patrick M.
En février 2024, huit plaintes visent Patrick M., un laïc sexagénaire salarié du diocèse surveillant à l’internat depuis 1984,, toujours présent au sein du collège en 2024,. Au moins quatre le concernant portent sur des agressions sexuelles et des viols (attouchements, fellations et sodomie,). Les faits qui auraient été commis dans l’établissement, ou à l'occasion de sorties et de voyages scolaires, ou encore lors de camps d'été des Scouts unitaires de France, remonteraient aux années 1980 et 1990,,.
À la suite de la pression médiatique, il est finalement suspendu de son poste le 14 février 2024, selon les mots de la direction, « au nom du principe de précaution »,. La direction signe une rupture conventionnelle de son contrat de travail fin mai. Il est désigné comme l'auteur des faits les plus graves. Il avait dans les années 2000 déjà été convoqué par la gendarmerie pour des faits similaires dans l'affaire Pierre Silviet-Carricart classée sans suite,,.
En juillet 2024, le surveillant est cité dans 22 plaintes.
Patrick M. est mis en examen le 22 février 2025 pour « viol sur mineur de quinze ans par personne ayant autorité commis entre 1991 et 1994 », ainsi que pour « agression sexuelle sur mineur de quinze ans en 2002 et 2004 ». Il est placé en détention provisoire,.

#### Damien Saget
Damien Saget intègre comme surveillant l'établissement de Lestelle-Bétharram, puis gravit les échelons pour devenir responsable de l’internat et surveillant général. En 1988 (ou 1989), le surveillant général Damien Saget, surnommé « Cheval » par les élèves,, est mis en cause pour une agression sexuelle sur un élève, dont la mère réclame au directeur Pierre Silviet-Carricart le renvoi,. Il est licencié en 1989 puis muté à l’Institution Saint-Dominique de Neuilly-sur-Seine (Hauts-de-Seine) de septembre 1989 à juillet 1997. Il y aurait couvert les « gestes déplacés » d'un prêtre malgré le témoignage d'élèves, dont l'une porte plainte en 2025. Il exerce ensuite au lycée privé Saint-Paul-Bourdon-Blanc à Orléans (Loiret), et en 2005 au collège Léon XIII à Châteauroux (Indre), dont il prend la direction jusqu'à sa retraite en 2018,. En mars 2025, il est visé par dix-huit personnes l’accusant d’agressions sexuelles, 55 de violences volontaires et une de viol. Un témoignage décrit la terreur des enfants internes qui « se faisaient pipi dessus dans leur lit quand le surveillant retournait sa chevalière avant de frapper ». Tous les plaignants étaient mineurs au moment des faits. En garde à vue, il reconnaît avoir giflé des élèves mais nie les accusations de violences sexuelles. Il est remis en liberté, les faits commis entre 1978 et 1989 étant prescrits,,. Son avocat explique qu'il reconnaît les violences physiques mais nie les accusations d’agressions sexuelles.

#### Gérard M., alias frère Christian M.
Deux plaintes ont été déposées, pour attouchements et viols perpétrés entre 1984 et 1988, contre le responsable de la catéchèse à Notre-Dame de Bétharram à partir de 1976, Gérard M, appelé aussi frère Christian M, né le 22 mai 1938 à Paris, surveillant laïc de 1960 à 1964, puis de 1970 à 1976 à Notre-Dame du Sacré-Cœur à Dax. Il a été cofondateur en 1993 d'une société de taxi et est décédé le 17 novembre 2002 à Hendaye. Le procureur de la République de Pau a confirmé que Gérard M., surveillant à Cendrillon, et le frère Christian M. sont une seule et même personne.

#### Ange Mur
En 2025, plusieurs témoignages relatent des violences sur des élèves par Ange Mur, surveillant de 1979 à 1981 puis diacre permanent du diocèse de Tarbes et Lourdes en 1992, élu maire de Jarret en mars 2001. Reconnaissant en partie ces violences dans Quotidien en 19 février 2025, il est le surlendemain suspendu à titre conservatoire de tout ministère diaconal par Jean-Marc Micas, évêque de Tarbes et Lourdes.

## Déroulement chronologique

### En 1980, mort d’un enfant de12 ans
Le livre publié le 24 avril 2025 sur l'affaire Bétharram consacre son onzième chapitre à la mort d'un élève de 12 ans en 1980, d'une méningite foudroyante,, sur la base du témoignage de Jean-Rémy, 61 ans, reconnu comme victime par la Commission reconnaissance et réparation (CRR) et qui a lancé des démarches en décembre 2024,. Selon lui, les surveillants-élèves constatant sa détresse n'ont « trouvé personne » dans l'encadrement alors qu'il « n'y avait strictement rien même pas le minimum requis pour un cas d'urgence absolue » malgré la présence de 150 internes.

### Fin 1985, François Bayrou entre au conseil d'administration
Fin 1985, Bayrou, est désigné par la région Aquitaine pour la représenter au conseil d'administration de l'école, selon la gazette de l'école intitulée Les Rameaux, consultée par Libération, alors que le Premier ministre minimise sa proximité avec l'établissement et que les services de Matignon n'ont pas répondu au journal. Selon la même source, il avait par ailleurs aussi téléphoné au père Silviet-Carricart le 4 septembre 1987 après l'inondation de l'établissement et s'était rendu sur place le 5 septembre 1987. En mai 1987, Bayrou, alors député, se rend à la commémoration des 150 ans de l'institution et pose sur une photo prise à cette occasion avec le père Beñat Ségur, alors directeur de l'établissement. Le 25 novembre 1989, Bayrou est photographié avec le père Silviet-Carricart lors de l'inauguration d'un nouveau gymnase à Bétharram.

### Les signalements d’une professeure de mathématiques, de 1994 à 1996
La professeure de mathématiques Françoise Gullung, arrivée en 1993, interpelle par courrier dès l'hiver 1994-1995, le ministre de l’éducation nationale François Bayrou, et alerte aussi la gendarmerie, le procureur de la République de Pau et la direction diocésaine. L'évêché est le seul à répondre et lui dit qu’elle ferait mieux « d’oublier tout ça si [elle] veu[t] rester dans l’enseignement catholique ». La professeure interpelle ensuite directement François Bayrou à l’occasion d’une remise de décoration, à Pau le 17 mars 1995, sans réponse de sa part.
Elle subit des pressions et des menaces de mutation de la part du père Vincent Landel, directeur de l'établissement, qui sera promu en 2001 évêque de Rabat au Maroc. En septembre 2024, l'enseignante prendra à nouveau contact avec le procureur de la République de Pau, en se disant à la disposition de la justice et déclare que « tant que l'Église catholique de France n'aura pas compris, et ne dira pas que sa faute est partagée avec l'Etat, qui néglige la protection des enfants placés en internat, le problème se répètera ».
Le 10 avril 1996, La République des Pyrénées consacre sa couverture et ses pages intérieures à l'affaire. Le quotidien évoque des témoignages sur « d’autres faits de violences comme le jet d’un palet de hockey par un surveillant sur la tête d’un élève, [et une] scène où un élève est frappé par un surveillant dans une salle de classe vide », en mentionnant les alertes de Françoise Gullung et la colère d'un père de victime. Le lendemain parait un article dans le quotidien national La Croix et un reportage de France 2 qui donne la parole à Françoise Gullung. Deux autres quotidien nationaux, La Croix et Libération publient leurs premiers articles les 15 et 16 avril.

### Rapport d'inspection de 1996
Le lendemain, le 11 avril 1996 un « rapport express » est commandé par le ministre au recteur, Pierre Polivka, — par ailleurs maire d’Aiguillon sous l’étiquette Union pour la démocratie française (UDF), parti de François Bayrou —, au sujet de l'affaire de Behr. Selon l'inspecteur, le recteur l’avait convoqué la veille pour lui dire qu'il avait « absolument besoin d’un rapport », et exige sa remise pour le lundi 15 avril, ce qui était inhabituel et l'a « surpris », tant par la convocation que par le délai d’une journée. L'inspecteur confirme à l'avance l'établissement de sa venue.
Françoise Gullung est au même moment victime de dégradations sur sa voiture et de menaces téléphoniques répétées, puis de coups d'un élève de 15 ans, qui lui fracture les os du nez,,. Selon un ancien élève de Notre-Dame de Bétharram, le surveillant général Marie-Paul de Behr « a motivé des élèves à casser le nez de cette dame », l'empêchant d'être présente au sein de l'établissement lors de la demi-journée passée dans l'établissement par l'un inspecteur pédagogique,, le vendredi 12 avril, au cours de laquelle il s’entretient avec huit élèves désignés par la direction.
Le contenu du rapport est publié dans Le Figaro daté du 15 avril 1996, son contenu ayant été transmis pendant le week-end. Le rapport de trois pages blanchit l'établissement et critique Françoise Gullung avec virulence, en l'accusant de vouloir « démolir » l'école, préconisant même d’écarter l’enseignante, en écrivant qu'il « conviendra sans doute » de « trouver une solution afin que Mme Gullung n’enseigne plus dans l’établissement ». L'inspecteur suggère « l'élaboration d'un projet de vie [pour] permettre à la communauté scolaire dans son ensemble de réfléchir aux problèmes de discipline ». Autres mesures prônées : l'abandon des élèves surveillants, le réaménagement des dortoirs, ou encore la modification « dans l'esprit des parents actuels ou futurs, l'image de Notre-Dame de Bétharram ».
Au cours du même lundi le 15 avril, l'Apel déclare que les « mauvais traitements à enfants » sont inadmissibles, mais dénonce la « l'amalgame » auquel les faits « ont servi dans le but évident de nuire à la réputation de l'établissement », et les articles parus dans des quotidiens régionaux la semaine précédente. Mayté Irazoqui, directrice diocésaine de l'enseignement catholique, précise de son côté que « les châtiments corporels ne constituent pas les fondements de la méthode pédagogique » de l'institution Betharram.
Trente ans après, son auteur reconnaîtra qu’il n’a « pas cherché à savoir ce qui se passait » et que son rapport « ne tenait pas la route », tandis que François Bayrou, imité par la ministre de l’éducation nationale Élisabeth Borne, choisiront d’attaquer Françoise Gullung, cette fois sans passer par un intermédiaire,.
« Si on m’avait laissé plus de temps, j’aurais pu passer deux jours de plus, ou une semaine, et j’aurais encore trouvé des choses à approfondir », expliquera-t-il trente ans après, moment où Alain Esquerre, de l'association des victimes, découvre ce rapport vieux de trente ans, qui avait été publié dans Le Figaro le Modèle:Daye, et exprime sa sidération, ses conclusions ayant selon lui « empêché les pouvoirs publics d'agir et d'aller plus loin sur ce dossier ». L'avocat du plaignant, Me Blanco fustige un « rapport de complaisance et hallucinant ».
Françoise Gullung identifie plusieurs incohérences sur la tenue de cette inspection, comme l'absence de son témoignage contradictoire et que les élèves interrogés sont lycéens, alors que la victime de 1996 est pensionnaire au collège.
Malgré l'article du Figaro du 15 avril 1996 sur ce rapport inspection, officiellement accessible au public en juin 1996, son existence sera mise en doute en février 2025 par le secrétaire général de l'enseignement catholique, estimant qu'il « n’y a pas eu d’inspection de la part du rectorat » David Perrotin et Antton Rouget, « Notre-Dame-de-Bétharram : un établissement hors de tout contrôle », Mediapart,‎ 13 février 2025 (lire en ligne) et par un communiqué du Ministère de l’Éducation nationale, évoquant des recherches « pour retrouver d’éventuels contrôles relatifs à cet établissement » et qu'il n'a pas, à ce stade, « au sein de ses services de tels éléments ».
Le 16 avril, Libération consacre son premier article à l'affaire, précise qu'une seconde plainte a été déposée la semaine précédente, auprès du procureur de la République de Pau, par un artisan, Jean-François Seris, pour « coups et blessures volontaires », « traitements inhumains et dégradants » à l’encontre de son fils, 14 ans, frappé en janvier 1995 par le surveillant général Marie-Paul de Behr puis en décembre 1995 mis à la porte pendant près d’une heure par zéro degré, en sous-vêtements et nu-pieds,.

### Mai 1996, le ministre défend l'école, dans son enceinte
Le ministre de l’éducation nationale François Bayrou se rend le 4 mai 1996 à Notre-Dame-de-Bétharram, deux semaines après le rapport réclamant la mutation de la lanceuse d'alerte, pour apporter son soutien à l’établissement, devant la presse, à l’occasion de la réception de travaux de toiture, selon les archives du quotidien Sud Ouest. François Bayrou et Philippe Douste-Blazy ont à cette occasion « communié, hier après-midi, dans la même piété mariale », indique un article daté du 5 mai 1996. François Bayrou déclare alors aux journalistes, en défense de l'institution, que « nombreux sont les Béarnais qui ont ressenti ces attaques [contre Bétharram] avec un sentiment douloureux et un sentiment d’injustice. Ce n'est pas le ministre, ce n'est pas le parent d'élèves qui parle, c'est le Béarnais. ». Il ajoute, en référence au rapport publié dans Le Figaro du 15 avril, que « toutes les informations que le ministre pouvait demander, il les a demandées. Toutes les vérifications ont été favorables et positives »,,,.
Un mois plus tard, il est démenti par la condamnation en justice du surveillant général mis en cause dans la presse par un parent d'élève (voir supra). Fin juin, le rapport de l'inspection académique, devenu officiel, conclut que « Notre-Dame de Bétharram possède suffisamment d'atouts et d'éléments positifs pour surmonter ces moments difficiles et réussir dans sa volonté de changement ». Le rapport préconise notamment l'abandon du principe des élèves-surveillants,.

### Mai 1998, Silviet-Carricart, directeur, incarcéré deux semaines
Le 28 mai 1998, Silviet-Carricart est mis en examen par le juge d'instruction Christian Mirande, pour viol et tentative de viol sur mineur, placé en détention provisoire puis libéré sous conditionnelle 13 jours plus tard. Plus d'un après, en juillet 1999, il est autorisé à rejoindre le siège de sa congrégation à Rome, où il se suicidera en 2000 à la suite d'une seconde plainte.
Sa mise en examen découle de la plainte déposée fin 1997, porte plainte auprès du procureur de Pau, d'un jeune l'accusant de s'être livré dix ans plus tôt, de nuit, à des caresses et masturbations répétées puis d'avoir profité l'année suivante de sa fragilité, à l'annonce de la mort de son père, pour le violer le matin des obsèques,,.

### Automne 2023, Alain Esquerre créé un groupe Facebook
En septembre 2023, Alain Esquerre, élève de 1980 à 1985, reconnaît à Lestelle-Bétharram, Patrick M., le surveillant qui l’avait brutalisé en 1985, toujours employé par l'établissement scolaire,,. Il fonde le 10 octobre 2023 un groupe Facebook dédié, qui rassemble de nombreux témoignages sur des violences vécues par d'anciens élèves : « des gens vous racontent leur détresse, des choses subies à l’âge de 10 ou 12 ans et qu’ils n’ont jamais racontées à personne. Ils se sont terrés dans leur silence alors que certains habitent à 10 kilomètres de là,. ». Le groupe atteindra en mars 2024 près de 900 membres,. Début février 2024, Alain Esquerre prévient Romain Clercq, le directeur du collège, des accusations criminelles qui pèsent sur le surveillant, le directeur maintient néanmoins le surveillant au contact des élèves. Ses signalements auprès du directeur de l'établissement, des maires d’Igon et de Montaut, et du préfet, n'entrainent aucun signalement au titre de l’article 40 du code de procédure pénale. Selon lui, seule la pression médiatique entraine le 14 février 2024 la suspension du surveillant,.

### Avril 2025: la fille de François Bayrou témoigne
Le 21 février 2025, Sud Ouest révèle que vient d'être déposée une plainte contre François Bayrou pour « non-dénonciation de crime et de délit » et appelle sa fille Hélène Perlant, qui prend le jour même l'initiative de contacter Alain Esquerre, porte-parole d'une association de victimes, pas pour parler du « scandale Bayrou », mais pour partager ses réflexions sur le « déni collectif » entourant selon elle les violences commises à Bétharram. Cette plainte du 21 février émane d'un ex-pensionnaire de Bétharram, témoin durant l’année scolaire 1987-1988 d’une scène de violence alors qu’il était en étude, assis à côté d'Hélène Perlant, qui selon lui "a forcément raconté (la scène) à ses parents",,.
Le 22 avril 2025, Hélène Perlant révèle dans Paris Match avoir été, une nuit de l'été 1986, à 14 ans, tabassée par le père Bernard Lartiguet, décédé en 2000, lors d'un camp de vacances organisé par la congrégation, sans évoquer ensuite à son père, afin de le « protéger [des] coups politiques qu'il se prenait localement »,. Le surlendemain, le livre d'Alain Esquerre consacre un chapitre à ce récit, le reprenant à son compte sans autre recoupement. La congrégation dément avoir organisé ce camp d'été, assurant que le mis en cause n'est pas un prêtres du Sacré-Cœur de Jésus de Bétharram. Selon Libération, il était curé du village d'Asson, professeur de mathématiques et de latin au lycée privé Saint-Joseph, à Nay, à une douzaine de kilomètres de Betharram, et faisait le catéchisme dans différents établissements, dont le collège de filles d’Igon, où était Hélène Perlant à 7 kilomètres de Batharram. Deux enquêtes, dans Le Canard enchaîné et Libération relèvent des imprécisions. "Les Gais Montagnards", organisateur du camp, est une association loi de 1901, indépendante, fondée par le père Bernard Lartiguet avec le père Roger Larrouy en 1967, et ni lui ni le collège d'Igon (Pyrénées-Atlantique), géré par la congrégation des filles de la Croix, n'avaient de lien avec la congrégation des pères de Bétharram".
La filiation entre les deux congrégations, mise en place depuis 2009, "n'existait pas" dans les années 1980, indique Le Canard enchaîné, alors qu'un "second établissement de la même congrégation" est cité par Hélène Perlant, selon qui aucune des 40 personnes présentes n'est intervenue au moment du tabassage, pas même le père Roger Larrouy, décédé en 2016 et jusque-là plus connu pour ses créations culturelles,,. Son agresseur aurait agi sans un mot, ni prévenir, en rétorsion d'un incident intervenu 4 ans auparavant au cours duquel Lartiguet lui avait lancé déclaré « Toi, la fille Bayrou, insolente comme ton père ! ».
Cette version est contestée dans Libération par deux proches de Bernard Lartiguet : le prêtre a selon eux raconté l'épisode à François Bayrou et sa femme, le dernier jour du camp d’été, quand les parents venaient chercher leurs enfants, les informant d'avoir giflé l'adolescente après une conversation tendue sur la vaisselle, ce que François Bayrou dément. Interrogés par Libération, Patrick Pouyoune, président des Gais Montagnards de 2008 à 2015, et Louis Pucheu, un ancien directeur de camp de cette association, expriment pour leur part des réserves sur la version d'Hélène Perlant. Libération n'a retrouvé que des témoins pour d'autres époques, plusieurs soulignant que ce prêtre ne frappait pas ses élèves du lycée privé à Nay, mais aussi trois se souvenant de l'avoir vu donner des "torgnoles", ou "coups sur la tête" au milieu des années 1960 et au début des années 1970.
Dans son article, Le Canard enchaîné révèle qu'Alain Perez, conseiller de François Bayrou à la mairie de Pau a organisé une réunion avec lui, Alain Esquerre et Constance Bertrand, représentante des victimes de Saint-Dominique à Neuilly-sur-Seine, le 30 avril 2025, où a été discuté un document de deux pages proposant de créer un « Office national de prévention et de contrôle des établissements scolaires », doté d'un budget de 4 millions d'euros et basé à Pau, au président nommé par le Premier ministre, qui pourrait être Alain Esquerre, déjà accusé de se rapprocher un peu trop de François Bayrou. Huit associations de victimes d’établissements scolaires quittent le collectif des victimes, en émettant des critiques virulentes contre ses prises de paroles et regrettant vivement de ne pas avoir été informés, ce qui amène Alain Esquerre à quitter l’union des collectifs de victimes,,,,.

### Rapport d'inspection de mars 2025
Un contrôle est réalisé du 17 au 20 mars 2025 par sept inspecteurs des premier et second degrés, ainsiq que d'une conseillère technique assistante sociale de l’académie de Bordeaux. Le rapport d'inspection citent des « remarques blessantes et humiliantes [et des] moqueries en public, […] répétés et réguliers » de deux enseignants sont évoqués par des élèves. Une dizaine de mises en demeure visent l'établissement. À la suite de ce rapport, Élisabeth Borne diligente une enquête administrative de l'inspection générale.

## Réactions

### Monde religieux

#### Évêques

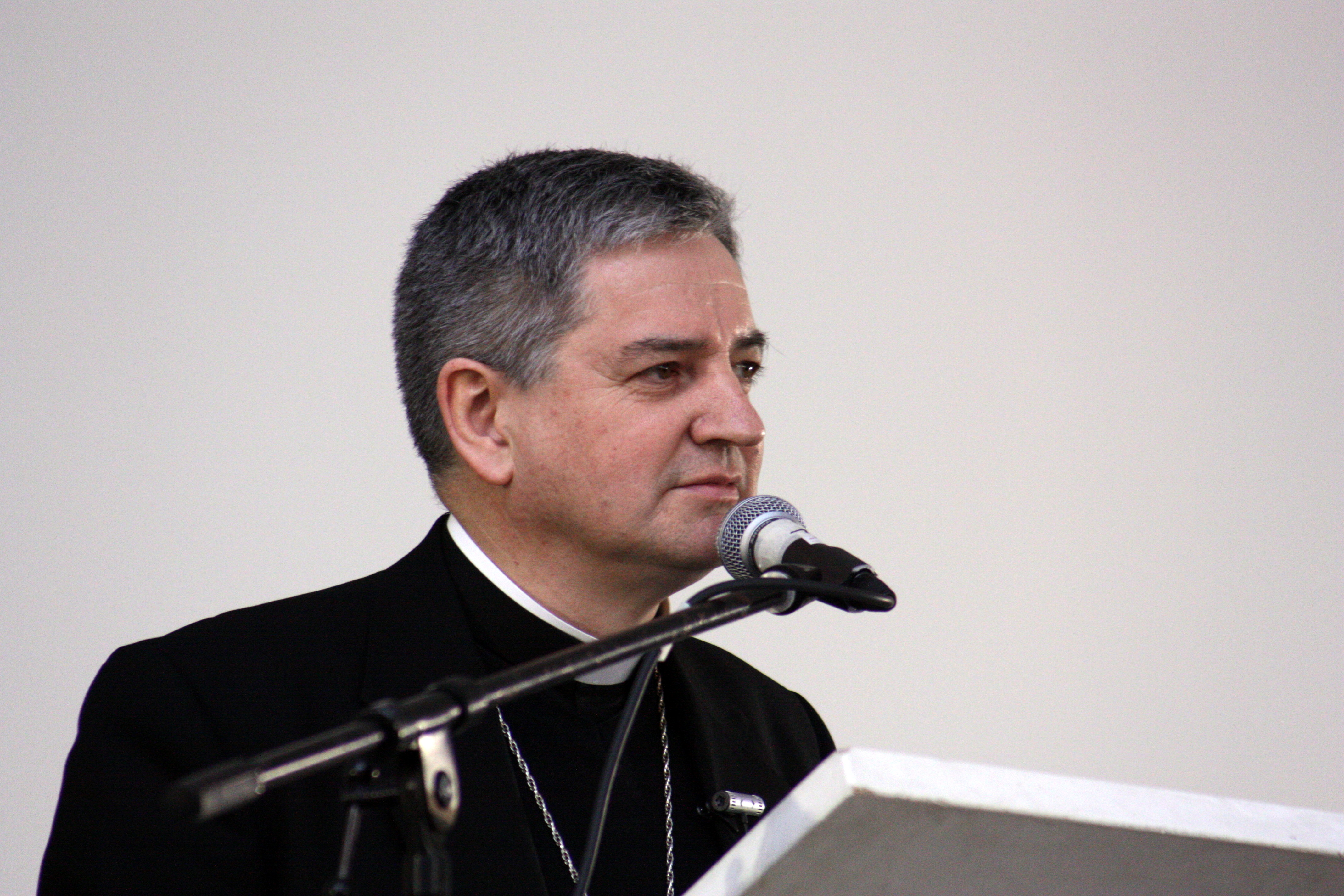
Marc Aillet (2010).

En 1998, Pierre Molères, évêque du diocèse de Bayonne, Lescar et Oloron, apprend « par la presse » les accusations de viol d'un élève contre Pierre Silviet-Carricart, ex-directeur de Bétharram, et appelle le supérieur provincial de l’ordre de Bétharram pour discuter avec lui d’éventuelles sanctions mais abandonne ce projet : « Carricart était déjà parti à Rome, et j’avais tellement de choses à faire… Cette histoire n’a pas pris tout le champ de ma conscience ».
Son successeur Marc Aillet n'a, dans un premier temps, pas souhaité faire de commentaire, puis se déclare le 16 février 2024 « terriblement choqué »,.
Le diocèse pointe, le « cas particulier » de Notre-Dame de Bétharram, dont la tutelle est assurée par la congrégation religieuse des Prêtres de Bétharram, sur laquelle il n’a « pas d’autorité ».
Le 20 février, la Conférence des évêques de France « tient à rappeler vigoureusement que ces faits graves sont en contradiction totale avec l’esprit de l’enseignement catholique, fondé sur le respect de la personne humaine et de sa dignité ».
Lors d'une conférence de presse le 13 mars 2025, Marc Aillet affirme avoir « appris ces éléments dans la presse » et invoque une omertà « pour ne pas entacher l'image de l'institution ». Présent, Arnaud Gallais, président de l'association Mouv'Enfants, l'accuse de mensonge et lui rappelle son refus d'ouvrir les archives du diocèse lors de la Commission indépendante sur les abus sexuels dans l'Église,.
Le 21 avril, l’évêché de Bayonne organise un pèlerinage diocésain pour les vocations des jeunes prêtres depuis le sanctuaire de Notre-Dame de Bétharram. Plusieurs victimes s'indignent de cette procession. Deux jours avant l’événement, le lieu de départ du pèlerinage est modifié, en réponse aux protestations.

#### Prêtres de la congrégation de Bétharram
Début février 2024, le prêtre Jean-Marie Ruspil, responsable de l'établissement, juge « très regrettable que de la violence ait pu être utilisée envers des enfants et des adolescents ». Il affirme que l'institution est « dans une autre dynamique avec un accompagnement et le respect de la personne au cœur du projet »,. De son côté, la congrégation du Sacré-Cœur de Jésus de Bétharram dit qu'elle « manifeste toute sa compassion à l’égard des victimes et s’associe aux mesures engagées par l’établissement ».
Les Pères de Bétharram prennent contact, en mai 2024, avec l’Institut francophone pour la justice et la démocratie (IFJD), une ONG installée à Bayonne, afin d'apporter une aide aux victimes. Des rencontres entre celles-ci et des membres de la congrégation sont supervisées par l'ONG. Par ailleurs l'Association pyrénéenne d'aide aux victimes et de médiation (APAVIM), membre de France Victimes, apporte une aide juridique et un soutien à une quinzaine de personnes dans l’affaire Bétharram. En juillet 2024, la direction de l'établissement envisage de se constituer partie civile et exprime sa volonté de collaborer à l'enquête. Véronique Margron, présidente de la Conférence des religieux et religieuses de France, déplore cependant que « ni la congrégation de Bétharram, ni l'Église et ni le rectorat n'ont prêté attention aux signaux ». Alain Esquerre, quant à lui, estime possible le fait que la congrégation puisse cacher des agissements pédocriminels au sein de ses antennes à l'étranger et qu'elle protège les auteurs de ces faits.

### Sphère politique
Le maire de Lestelle-Bétharram, Jean-Marie Berchon, relativise les faits en février 2024, invitant à ne pas « faire d’amalgame entre la dérive de quelques individus, religieux ou non, et les méthodes éducatives d’une époque ».
Le 19 février 2025, les députés votent la création d'une commission d’enquête « sur les modalités du contrôle par l’État et de la prévention des violences dans les établissements scolaires » publics comme privés.
Le scandale pousse le gouvernement à annoncer un renforcement des contrôles sur les établissements privés sous contrat.

### Enseignement catholique
Philippe Delorme, secrétaire général de l'enseignement catholique, appelle le 20 février 2025 à ne pas faire de Bétharram « une affaire politique, une affaire d'opposition entre l'enseignement public et le privé ».

### Protection de l'enfance
La Commission indépendante sur l'inceste et les violences sexuelles faites aux enfants (Ciivise) estime que « Bétharram n'est pas un cas unique ». Dès 2023, la Ciivise, chargée de conseiller le gouvernement pour la lutte contre la pédocriminalité, rappelle avoir préconisé « que le dispositif de remontées systématique d'alertes en cas de violences sexuelles dans les établissements sportifs soit étendu pour tous les lieux qui accueillent les enfants » et demandé un audit global sur les dispositifs d'alerte existants dans les établissements accueillant des enfants.

### Libération de la parole sur les violences physiques et sexuelles au sein d'autres établissements privés catholiques

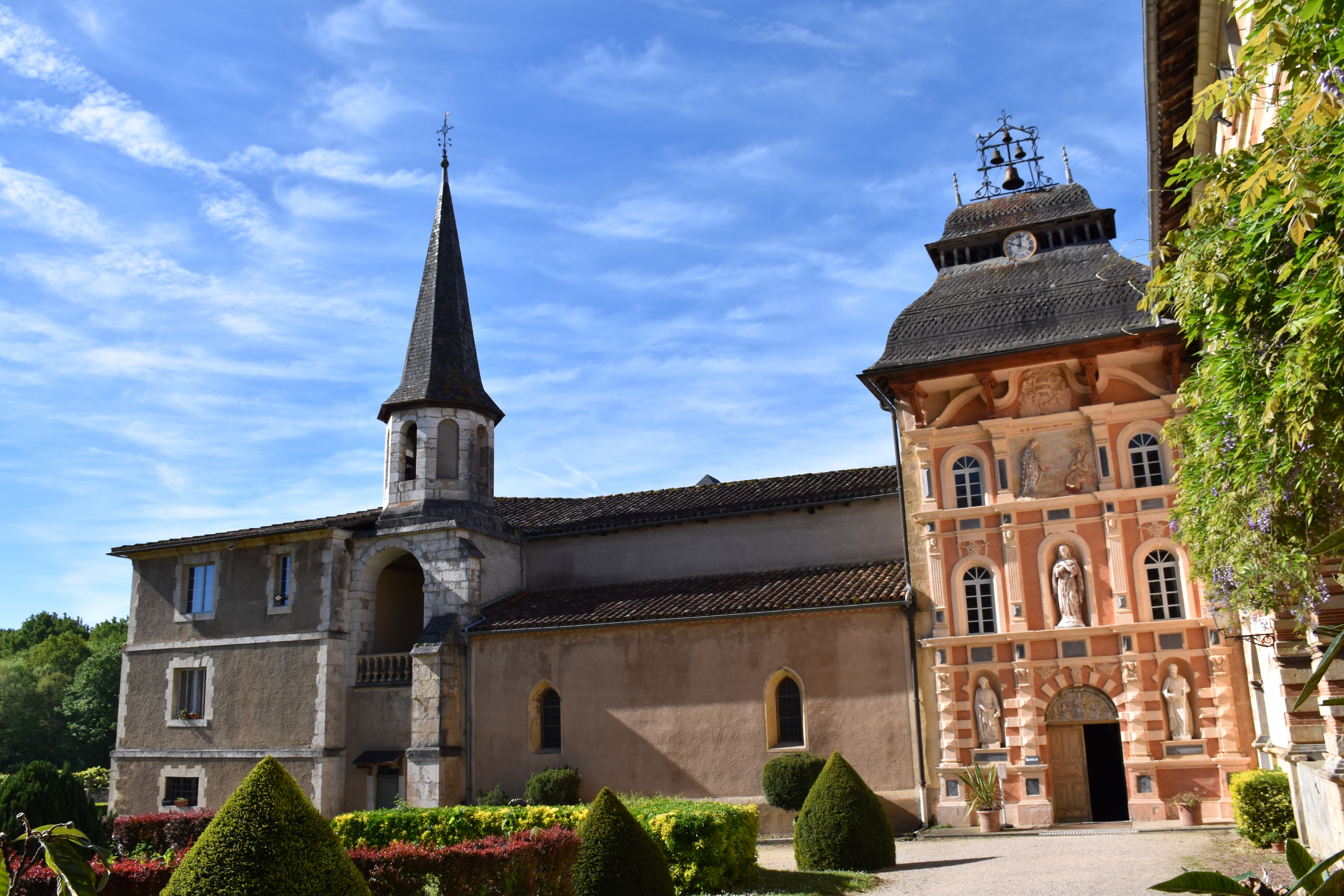
Sanctuaire de Notre-Dame de Garaison.

À la suite de la forte médiatisation de l'affaire de Bétharram en février 2025, d'anciens élèves d'autres d’établissements privés catholique sous contrat avec l'État, s'expriment et dénoncent à leur tour, les violences physiques et sexuelles dont ils ont été victimes,. C'est le cas à l'institution Notre-Dame-de-Garaison à Monléon-Magnoac (Hautes-Pyrénées), au sein du collège Saint-Pierre du Relecq-Kerhuon (Finistère), dans le collège Saint-François-Xavier à Ustaritz (Pyrénées-Atlantiques), à l'institution Saint-Dominique de Neuilly-sur-Seine (Hauts-de-Seine) et à l'institution Notre-Dame-du-Sacré-Cœur, dite « Cendrillon » à Dax (Landes),. C'est dans cet établissement que Gérard M. (1938-2002) est accusé de viols alors qu'il était surveillant, avant d'exercer en 1976 sous le nom de frère Christian à Notre-Dame de Bétharram où il est accusé des mêmes faits. Contactée par les journalistes de Libération, la congrégation de Bétharram refuse d'évoquer ce religieux.
De même, à la suite de l'affaire Bétharram, une des victimes d'agressions au sein de l'institution Le Likès de Quimper gérée par les Frères des écoles chrétiennes, regrette, en mars 2025, l'omertà sur cette affaire et demande à l'Église catholique d'intervenir. Toujours en mars 2025, le parquet de Limoges décide d'une enquête préliminaire, concernant les accusations d'agressions sexuelles de deux anciens élèves de l'école Ozanam, dans les années 1970, à l'encontre de deux prêtres du Sacré-Cœur de Jésus de Bétharram. La procureure de Limoges est en contact avec son homologue de Pau, afin de coordonner leurs investigations si besoin,.
Une union des collectifs est organisée afin d’échanger sur les histoires de chaque établissement.

## Controverses et analyses historiques

### Sur le rôle de François Bayrou

#### Interventions dans l'affaire Silviet-Carricart

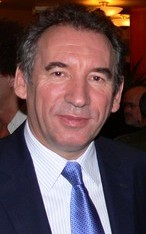
François Bayrou (2006).

##### Auprès du juge d'instruction
En mars 2024, Christian Mirande juge d'instruction saisi en 1998 de l'affaire de violences sexuelles dans l'affaire Pierre Silviet-Carricart, assure avoir eu quelques discussions avec sa hiérarchie ou des élus locaux qui « s’inquiétaient de la situation du père Carricart ».
Le juge relate le 12 mars 2024 au Monde avoir reçu toute une après-midi la visite de François Bayrou — alors député des Pyrénées-Atlantiques —, au moment de la détention provisoire du prêtre, après l’ouverture de l’information judiciaire.
Lors de cet entretien, le juge a « confirmé à François Bayrou que les faits étaient patents et établis » concernant l'existence d'un cas de viol et d'une seconde affaire en cours d'instruction. Il rapporte que François Bayrou semblait incrédule face à ces révélations,, et « n’arrivait pas à croire que Carricart ait pu avoir un tel comportement déviant. Pour lui, c’était un honnête homme ».

##### Auprès du procureur général de Pau
François Bayrou est en 1998 intervenu auprès du procureur général de Pau, selon le temoignage de l'ancien gendarme chargé de l'enquête dans l'affaire Pierre Silviet-Carricart, dans une émission diffusée par TF1 le 16 février 2025,
Le Premier ministre a démenti : « il n’y a jamais eu d’intervention de ma part, auprès de quiconque, ni sur cette affaire, ni sur aucune autre » ou connaissance approfondie des faits à cette époque,.
Christian Mirande déclare dans la même émission de TF1, en réponse aux journalistes, qu'« en aucun cas » François Bayrou ne lui a « demandé de modérer [s]es décisions » mais précise qu'il a cependant dû répondre à de nombreuses questions auprès du procureur général, qu'il qualifie de « demandes un peu déguisées ».
François Bayrou était à l'époque président du Conseil général des Pyrénées-Atlantiques (de 1992 à 2001) et ministre de l'Éducation nationale (de 1993 à 1997). En mars 2024, il conteste :
- avoir eu connaissance d'abus sexuels à Notre-Dame de Bétharram ;
- avoir eu toute discussion sur le sujet avec le juge Mirande ;
- connaître le père Carricart : « je ne connaissais pas le père Carricart, si ce n’est peut-être de vue, se défend l’homme politique. Jamais je n’ai été au courant de cette histoire à ce moment-là, je n’ai jamais entendu parler des accusations de viol. »[16] ;
- avoir interféré dans cette affaire à l'époque où il était ministre[239],[240].

##### Révélations deMediaparten février 2025
Mediapart révèle dans un article paru le 5 février 2025 que François Bayrou, devenu Premier ministre depuis le 13 décembre 2024, aurait été informé dès 1996 par une enseignante, Françoise Gullung, et par l'infirmière de l'établissement de violences physiques commises sur des élèves. Peu après qu'une plainte avait été déposée contre un surveillant général, Marie-Paul de Behr, il avait à l'époque défendu l'institution — où sa femme était catéchiste et où l'un de ses fils était scolarisé — en parlant d'« attaques » vécues par de nombreux Béarnais « avec un sentiment douloureux et un sentiment d’injustice », comme l'atteste un article de Sud Ouest de l'époque,,. Mediapart révèle également le 11 février 2025 que François Bayrou a été destinataire en mars 2024 d'une lettre écrite par Jean-Marie Delbos, témoignant des abus dont il a été victime à la fin des années 1950, et soulignant la responsabilité de « notables locaux » dans l'omertà qui pendant des décennies a entouré l'institution.

##### Nouvelles révélations deMediapart
Mediapart révèle le 19 février qu'un autre élève de l'établissement, âgé de 13 ans, a eu le tympan perforé en juin 1993 après des coups portés sur la tête par un surveillant, entraînant une incapacité totale de travail de 8 jours. En décembre 1993, le tribunal de grande instance de Pau avait condamné l'institution Notre-Dame de Bétharram à verser une provision de 10 000 francs au père de la victime, dans l'attente d'une évaluation complète du préjudice. Le directeur, Pierre Silviet-Carricart, avait alors saisi le préfet des Pyrénées-Atlantiques afin que l’État participe aux côtés de l'établissement, dans la mesure où il est sous contrat, à l'indemnisation du père de la victime. Mediapart souligne le fait que dans ce cas, bien que les services de l’État aient été mis au courant de cette affaire comme en 1996, François Bayrou, déjà ministre de l’Éducation nationale depuis neuf mois, n'a pas agi. Françoise Gullung affirme qu'Élisabeth Bayrou a été avec elle témoin en 1994 d'une scène de violence sur un enfant. Elle dit avoir alerté François Bayrou à deux reprises. Son témoignage concernant les époux Bayrou est corroboré par plusieurs documents de l'époque. Le Premier ministre et son entourage dénoncent à propos de ce témoignage relayé par Mediapart « une mécanique du scandale » et un « délire dangereux ». Élisabeth Borne, ministre de l’Éducation nationale, dénonce quant à elle une « exploitation politique ».

##### Dénégations devant l'Assemblée nationale et le collectif de victimes
Interpellé le même jour par le député La France insoumise Paul Vannier lors des questions au gouvernement, François Bayrou affirme devant l'Assemblée nationale n’avoir « jamais été informé de violences, et a fortiori de violences sexuelles » dans l'institution Notre-Dame de Bétharram et annonce son intention de porter plainte pour diffamation,.
Le 14 février, le représentant du collectif de victimes confie : « Lorsqu’il dit ne pas avoir été au courant des violences sexuelles à Notre-Dame-de-Bétharram, je le crois sincère. Concernant les violences physiques, ce n’est pas possible. C’était dans l’ADN même de l’école. »
Sous la pression des victimes et des médias, il rencontre le 15 février 2025 à Pau, ville dont il est maire, les représentants des plaignants et réaffirme qu'il n'a jamais entendu parler de sévices sexuels ayant cours dans l'établissement. Il s’engage à examiner leurs demandes. Cette démarche est jugée tardive et insuffisante par les victimes, qui précisent qu'« il ne s'est engagé à rien du tout »,,.
De nouveau interpellé le 18 février à l’Assemblée nationale, François Bayrou affirme que le procureur général a « tenu informé à quatre reprises, dans l’année 1998 », le ministère de la justice, dont la titulaire est à l'époque Élisabeth Guigou, au sein du gouvernement de Lionel Jospin. De plus, il considère que Claude Allègre, ministre de l’éducation nationale de l’époque et Ségolène Royal, ministre de l’enseignement scolaire, ont certainement été informés. Puis François Bayrou renvoie aux députés de l’Assemblée leur question : « Qu’est-ce qui a été fait après les signalements du procureur général pour que soient entreprises les démarches [de protection des victimes] que vous recommandez ? ». Pour sa part, l’AFP mentionne avoir reçu de François Bayrou trois signalements écrits entre 1998 et 2000, adressés à Élisabeth Guigou, tous trois découlant de la mise en examen et l’incarcération en 1998 de l’ancien directeur de l’établissement, le père Carricart, accusé d’agressions sexuelles répétées et de viols, et évoquant une « possible affaire de grande ampleur » à Bétharram,.

##### Audition dans le cadre de la commission d'enquête parlementaire
Les auditions de l'ancien gendarme et du juge d'instruction chargé de l'enquête confirment sous serment, auprès de la commission d'enquête parlementaire, leurs propos sur la connaissance de François Bayrou des faits de violences physiques et sexuels au sein de l'institution Notre-Dame de Bétharram. En réaction, le concerné annonce qu'ils se trompent et ne « disent pas la vérité ».

#### Plaintes auprès de la Cour de justice de la République
Les députés Mathilde Panot et Jean-François Coulomme (LFI) adressent les 16 et 17 février au procureur général près la Cour de cassation Rémy Heitz deux signalements « mettant en cause M. François Bayrou pour des faits qualifiés de non-dénonciation de mauvais traitement sur mineurs et d’abstention volontaire d’empêcher un crime ou un délit contre l’intégrité des personnes ». Le procureur général près la Cour de cassation annonce le 3 mars le classement sans suite des deux signalements,.

#### Plainte pour«entrave à la justice»et«recel de crime»
À la suite des propos de l'ancien gendarme sur une potentielle intervention de François Bayrou auprès du procureur général de Pau, l’avocat Jean-François Blanco, opposant politique de François Bayrou à la mairie de Pau, qui avait fait condamner en 1996 Marie-Paul de Behr, demande l’ouverture d’une enquête pour « entrave à la justice » et « recel de crime » afin d'élucider les conditions de la libération sous contrôle judiciaire de Pierre Silviet-Carricart, huit jours après sa mise en examen et son placement en détention provisoire.

### Financements publics de l'institution
Le 12 mars 2025, Mediapart révèle que le département des Pyrénées-Atlantiques — présidé par François Bayrou — a engagé la collectivité dans le versement d’au moins 1 million de francs (soit plus de 230 000 €) de subventions d'investissements facultatives attribuées à l’institution Notre-Dame de Bétharram entre 1995 et 1999, et représentant la somme d'1 million € entre 1995 et 2025. Le média précise que chaque subvention soumise au vote des élus du conseil départemental était précédée de la présentation d’un rapport par François Bayrou en personne, et que les délibérations étaient également signées de sa main. Mediapart pointe le conflit d'intérêts du président du département, alors que sa famille était directement liée à l'établissement scolaire.

### Sur le manque de contrôle au sein de l'Éducation nationale
Mediapart révèle le 13 février que l'établissement n'aurait jamais fait l'objet d'une inspection générale par le ministère de l’Éducation nationale, ni d'une inspection académique de la Direction des services départementaux de l'Éducation nationale. Sollicité, le ministère de l’Éducation nationale indique qu'il n'existe ni au ministère, ni au rectorat « de trace d’enquêtes qui auraient été menées ». Le secrétaire général de l'enseignement catholique confirme qu'« il n’y a pas eu d’inspection de la part du rectorat ». Le ministère de l'Éducation nationale émet le lendemain un communiqué confirmant l'information dans lequel il précise qu'il mène « des recherches pour retrouver d'éventuels contrôles relatifs à cet établissement. À ce stade, le ministère n'a pas au sein de ses services de tels éléments ».

#### Inspection académique de 2025
Le 11 février 2025, Élisabeth Borne, ministre de l’éducation nationale déclenche une inspection académique à l'institution Notre-Dame de Bétharram, annoncé par anticipation pour le 17 mars. Le ministère annonce avoir « demandé au rectorat de Bordeaux d’avancer ses opérations de contrôle [afin de] disposer d’éléments sur le fonctionnement actuel de cet établissement » et rappelle que la « politique de contrôle des établissements privés sous contrat [a été] renforcée » à la suite du rapport parlementaire de 2024, sur leur financement public qui précisait une certaine opacité.

#### Inspection générale
Le 2 mars 2025, Jean-Marc Monteil, recteur de Bordeaux de 1997 à 2000 durant le ministère de Claude Allègre, affirme ne pas avoir été « sollicité ou alerté, ni par l’établissement lui-même ni par des élus », en ce qui concerne Notre-Dame de Bétharram. Aucune inspection de Bétharram n’a été demandée, ni par lui, ni par ses successeurs. « Sans signalement, il n’y avait pas d’enquête approfondie dans un établissement, et nous n’avons pas eu d’alerte », affirme Jean-Louis Nembrini, recteur de 2009 à 2013.

#### Analyses historiques
Alors que les chatiments corporels scolaires sont interdits dans le système scolaire français depuis la fin du XIXe siècle, Claude Lelièvre, historien de l'éducation, mentionne que les violences ont perduré plus longtemps dans le privé catholique que dans le public. Il considère que c'est en lien avec « l’héritage idéologique des deux congrégations issues de la Contre-Réforme qui ont longtemps structuré le paysage scolaire ». Claude Lelièvre cite les Jésuites et les Frères des Écoles chrétiennes pour qui « l’obéissance à une personne, un chef, a fortiori quand il est un lieutenant de Dieu, est une vertu cardinale » et le châtiment corporel est une des composantes de l'apprentissage,.

## Suites apportées à l'affaire

### Commission d'enquête parlementaire
Le 19 février 2025, les députés votent la création d'une commission d’enquête « sur les modalités du contrôle par l’État et de la prévention des violences dans les établissements scolaires » publics comme privés, présidée par la députée Fatiha Keloua Hachi (PS), qui précise que les personnes convoquées témoignent sous serment, « donc si elles mentent, elles seront poursuivies pénalement ». Les deux rapporteurs Violette Spillebout (Ensemble) et Paul Vannier (LFI), indiquent le 18 mars 2025 avoir trouvé dans les archives du collège un signalement pour violence sexuelle datant des années 2020.
Concernant les années 1990, l'ex-professeur Françoise Gullung décrit à la commission le silence de certains responsables, et les menaces et les tentatives de la faire taire, jusqu’à son départ de l’établissement.
Le 14 mai 2025, la commission auditionne François Bayrou. Paul Vannier en conclut que le premier ministre reconnait avoir « menti » dans ses réponses de février 2025 à l’Assemblée sur sa connaissance des violences à Bétharram dans les années 1990, mais Violette Spillebout ne partage pas cette analyse. Enfin Fatiha Keloua Hachi annonce qu'il faut « relire les procès-verbaux » de l'audition avant d'en tirer des conclusions,.
Le 25 juin 2025, le rapport parlementaire est adopté par la commission d'enquête. Il est rendu public le 2 juillet 2025. Selon leur conclusion, l'« affaire Bétharram concentre à elle seule l'ensemble des caractéristiques et dysfonctionnements, que ce soit en matière de prévention ou de contrôle de l'Etat » pour qui « la très longue période durant laquelle [les violences] se sont produites (…) ne permet pas de circonscrire les faits à 'une époque' ». Les deux députés préconisent 50 recommandations et reviennent longuement sur l'affaire Notre-Dame de Bétharram, à l'origine de leurs travaux. La commission consacre une quarantaine de pages à l'établissement privé d'enseignement catholique du Béarn. Ils pointent notamment un « État défaillant » et un « défaut d’action que l’ancien ministre de l’Éducation nationale et président du conseil général alors informé, avait les moyens d’engager, ces violences physiques et sexuelles sur les élèves de Bétharram ont perduré. ».

### Commission d'enquête du vicaire régional
Le vicaire régional de l'institution religieuse annonce le 15 mars 2025 la création d'une commission d'enquête indépendante sur « les causes du caractère systémique des violences ainsi que celles du déni et de l'impunité ayant entouré les violences ».
Le père Jean-Marie Ruspil effectue cette annonce en marge du forum consacré aux violences sexuelles à l'université de Bayonne.
Prise en charge par l'Institut francophone pour la justice et la démocratie (IFJD), cette commission financée par la congrégation est chargée d'établir « un bilan exhaustif des violences physiques et sexuelles commises à Bétharram (…) et proposer des mesures de reconnaissance à l'égard des victimes dans un processus de réparation mémorielle » dans un délai d'un an. La commission devra apporter « réparation aux victimes qui ne pourraient obtenir réparation par la justice ou via la Commission de reconnaissance et réparation (CRR) ».